# 河岡潮風

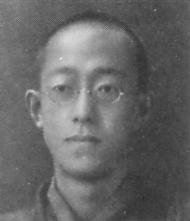
河岡潮風

河岡 潮風（かわおか ちょうふう、1887年（明治20年）3月8日 - 1912年（明治45年）7月13日）は日本の作家。押川春浪の弟子筋として雑誌『冒険世界』などで小説、エッセイなどを発表したが、若くして病死した。本名は英男。

## 経歴
横浜野毛町（現・横浜市中区）出身。神戸、京都などを転々とした後、1905年（明治38年）早稲田大学文学部に入学。
早稲田大学卒業後、中央新聞を経て博文館に入社。押川春浪が主筆を務めていた『冒険世界』の編集助手となり、同誌に小説、エッセイなどを発表する。押川が体調を崩していた時には口述筆記を行うこともあった。また、押川が中心人物であった社交団体「天狗倶楽部」にも入り、メンバーと交友を深めた。
1909年（明治42年）、強度の脊椎カリエスに罹病。以後死ぬまで闘病が続く。
1911年（明治44年）頃には、6歳年下の小説家、内藤千代子と出会い、恋愛関係と師弟関係の混ざったような関係が始まる。
同年11月に、「野球害毒論」に関するトラブルから押川が博文館上層部と対立して退社。押川は新たに「武侠世界社」を作り、『冒険世界』のライバル誌となる『武侠世界』を発行することになる。この時、『冒険世界』で執筆することも多かった天狗倶楽部のメンバーはほとんどが押川に同調して『武侠世界』にその活動の場を移したが、河岡と阿武天風のみは『冒険世界』に残ることとなった。これが他のメンバーの目には裏切りに映り、河岡はかつての友人たちから激しい非難を受けることとなる。後に河岡が死亡した時も、『武侠世界』はこれを無視した。
1912年（明治45年）5月には、25歳の誕生日を記念して自伝『五五の春』を刊行するが、その後脊椎カリエスに加えて脳膜炎を併発し、7月13日に死去。

## 『冒険世界』残留に関して
『冒険世界』に残ったことに対して寄せられた非難に対し、河岡と阿武は、一切の弁明、反論をしなかった。時を経ずして河岡が世を去っていることもあり、河岡の真意は不明である。
しかし、阿武に関しては後に、「押川は会社と対立こそしたものの、『冒険世界』という雑誌には愛着を持っていたため、信頼できる友人である阿武に雑誌を頼んでいた」ということが明らかになり、メンバーと和解している。
また、河岡は他の天狗倶楽部メンバーとは違って博文館の社員であり、移籍がそこまで簡単ではなかったということも指摘される。
これらのことから横田順彌は、「おそらく河岡も同じ（押川から頼まれていた）であったのだろう」「河岡は、自分の本心を他のメンバーに伝えたかっただろう（中略）けれど、わかる時がくればわかるとして、それをしなかったのが、河岡の美学に違いなかった」と推測している。

## その他
- 早稲田大学では、ほとんど講義に出席せず、図書館に通い続けていた。後に自らを「早稲田大学図書館卒業」と称している。
- 成人男子は髭と帽子が常識であった時代にあって、無帽・無髭主義であった。また脊椎カリエスの影響で常に杖が必要だったため、木刀を杖代わりにしていた
- 竹久夢二は神戸中学校（現・兵庫県立神戸高等学校）の一学年先輩にあたる。ただし夢二は潮風の入学前に退学しているので、同時期には在校していない。『冒険世界』には竹久の描く河岡の肖像画が掲載されたこともある。
- 弁論家でもあり、「丁未倶楽部」という弁論クラブに参加していた。白瀬矗が南極探検を行った際には応援演説旅行を行っている。
- 新国劇の創始者、沢田正二郎に、「演劇の道に進みたいなら早稲田大学に入学するべき」とアドバイスをしていた。[2]

## 著作
- 東都游学 学校評判記（博文館 1909年）
- 冒険壮遊 五洲怪奇譚（博文館 1910年） ISBN 4896687035（ゆまに書房（復刻） 1993年）
- 下野那須温泉之栞（潮風閣 1911年）
- 書生会名物男（本郷書院 1911年）
- 快男児快挙録（東京堂 1912年）
- 五五の春（博文館 1912年）
- 少年雄弁術